# Nhà máy Phân đạm Hà Bắc
Công ty TNHH MTV Phân đạm và Hóa chất Hà Bắc, nguyên là nhà máy sản xuất phân đạm đầu tiên của Việt Nam mang tên Nhà máy phân đạm Hà Bắc và nay là Công ty trách nhiệm hữu hạn một thành viên Phân đạm và Hóa chất Hà Bắc, là một thành viên trực thuộc Tổng Công ty Hóa chất Việt Nam. Trụ sở công ty tại phường Thọ Xương, thành phố Bắc Giang, tỉnh Bắc Giang.
Công ty TNHH một thành viên Phân đạm và Hóa chất Hà Bắc chịu sự quản lý của Nhà nước, trực tiếp là Bộ Công Thương (trước đây là Bộ Công nghiệp Nặng).

## Lịch sử
Nhà máy phân đạm Hà Bắc ra đời vào những năm 60 của thế kỷ 20. Lịch sử của nhà máy có thể được tính đến từ ngày 18 tháng 2 năm 1959, khi Chính phủ Việt Nam ký với Chính phủ Trung Quốc hiệp định về việc Trung Quốc giúp Việt Nam xây dựng nhà máy phân đạm. Đầu năm 1960 nhà máy Phân đạm đầu tiên của Việt Nam được khởi công xây dựng trên mảnh đất 40ha thuộc xã Thọ Xương cách thị xã Bắc Giang về phía bắc 1 km (nay thuộc phường Thọ Xương, thành phố Bắc Giang, tỉnh Bắc Giang).
Sau 5 năm xây dựng, nhà máy đã hình thành với tổng số 130 công trình. Ngày 03 tháng 02 năm 1965 khánh thành Phân xưởng Nhiệt điện; ngày 19 tháng 05 năm 1965 Phân xưởng Tạo khí đã khí hóa than thành công và đã sản xuất được khí than để làm nguyên liệu sản xuất Amonia. Ngày 01 tháng 06 năm 1965 Xưởng Cơ khí đi vào hoạt động.
Trong những năm kháng chiến chống sự phá hoại của không quân Mỹ tại miền Bắc Việt Nam, Phân xưởng Nhiệt điện chuyển thành Nhà máy Nhiệt điện Hà Bắc bám trụ sản xuất phục vụ kinh tế và quốc phòng, trong khi Xưởng Cơ khí chuyển thành Nhà máy Cơ khí hóa chất Hà Bắc sơ tán lên Lạng Giang, Khu Hóa tháo dỡ thiết bị đưa trở lại Trung Quốc. Tự vệ nhà máy vừa sản xuất vừa chiến đấu qua 52 trận đánh phá ác liệt của giặc, góp phần bắn rơi 1 máy bay Mỹ và làm bị thương một số chiếc khác.
Đầu năm 1973, Nhà máy được khôi phục, xây dựng và mở rộng. Ngày 01 tháng 05 năm 1975 Chính phủ Việt Nam đã tiến hành hợp nhất Nhà máy Điện Hà Bắc, Nhà máy Cơ khí Hóa chất Hà Bắc và các phân xưởng Hóa để thành lập Nhà máy Phân đạm Hà Bắc.

## Tên gọi qua các thời kỳ
Ngày 10 tháng 10 năm 1988 Nhà máy đổi tên thành Xí nghiệp Liên hợp Phân đạm và Hóa chất Hà Bắc.
Ngày 13 tháng 02 năm 1993 nhà máy đổi tên thành Công ty Phân đạm và Hóa chất Hà Bắc.
Ngày 20 tháng 10 năm 2006 nhà máy chuyển đổi thành Công ty trách nhiệm hữu hạn một thành viên Phân Đạm và Hóa chất Hà Bắc.
Ngày 01 tháng 01 năm 2016 Công ty Cổ phần hóa đổi tên thành Công ty Cổ phần Phân đạm và Hóa chất Hà Bắc.

## Sản phẩm
Sản phẩm chính của Công ty là phân đạm Urê, ngoài ra Công ty còn sản xuất thêm các sản phẩm phụ khác như: phân NPK, CO2 lỏng và rắn, Amoniắc lỏng, Oxi, than hoạt tính.
Kể từ năm 1976 đến nay (2008), Công ty Phân đạm và Hóa chất Hà Bắc đã sản xuất hơn 2 triệu tấn đạm urê, 2 tỷ KWh điện, 45.000 tấn NH3 thương phẩm, 180.000 tấn phân trộn NPK, 30.000 tấn CO2 lỏng rắn chất lượng cao, 3.500.000 chai Oxy thương phẩm, 1500 tấn than hoạt tính phục vụ nền kinh tế quốc dân Việt Nam.

## Danh hiệu
Công ty được Nhà nước Cộng hòa xã hội chủ nghĩa Việt Nam tặng thưởng Huân chương Lao động hạng nhì năm 1996 và Huân chương Lao động hạng nhất năm 2005. 8 đơn vị và cá nhân trực thuộc được tặng thưởng Huân chương lao động hạng ba.